# سیارک ۲۱۸۴۰۰
سیارک ۲۱۸۴۰۰ (به انگلیسی: 218400 Marquardt، نامگذاری:2004QG7) دویست و هجده هزار و چهارصدمین سیارک کشف شده‌است که در ۲۲ اوت ۲۰۰۴ کشف شد.